# Triommata kanchanjungaensis
Triommata kanchanjungaensis är en tvåvingeart som beskrevs av Grover 1979. Triommata kanchanjungaensis ingår i släktet Triommata och familjen gallmyggor. Inga underarter finns listade i Catalogue of Life.